# Frechilla de Almazán
Frechilla de Almazán är en kommun i Spanien.   Den ligger i provinsen Provincia de Soria och regionen Kastilien och Leon, i den centrala delen av landet, 150 km nordost om huvudstaden Madrid. Arean är 25,0 kvadratkilometer.
Terrängen i Frechilla de Almazán är platt.